# Дорис Даулинг
Дорис Даулинг (на английски: Doris Dowling) е американска актриса. 

## Биография
Родена е на 15 май 1923 година в Детройт, Мичиган, но израства в Ню Йорк . Има братя и сестра Робърт, Ричард и Констанс (която също става актриса). След като завършва „Hunter College High School“, тя прекарва кратко време с група „Folies Bergère“ в Сан Франциско. 

### Кариера
След като пее в хор на Бродуей, Даулинг последва по-голямата си сестра Констанс в Холивуд. Първата ѝ филмова роля е тази на Глория във филма „Изгубеният уикенд“ (1945), където партнира на Рей Миланд. След това тя се появи в „Синята Далия“, в която участват още Алън Лад и Вероника Лейк. 
Поради това, че след войната няма много работа, тя емигрира в Италия, за да съживи кариерата си, както е направила сестра ѝ. 
В Италия Даулинг участва в няколко филма, включително и в „Горчив ориз“ (1949). Тя се появява в европейската продукция на „Отело“ (1952) на Орсън Уелс, играе Бианка. 

### Смърт
Даулинг умира в Медицински център Сидърс-Синай в Лос Анджелис, Калифорния на 18 юни 2004 г. на 81-годишна възраст.  Погребана е в гробището Холи Крос, Кълвър Сити, Калифорния. 

## Избрана филмография
| Година | Филм              | Оригинално заглавие | Роля      | Режисьор          |
| ------ | ----------------- | ------------------- | --------- | ----------------- |
| 1945   | Изгубеният уикенд | The Lost Weekend    | Глория    | Били Уайлдър      |
| 1949   | Горчив ориз       | Riso amaro          | Франческа | Джузепе Де Сантис |